# Virtuos
Virtuos Holdings Pte. Ltd. è una società impegnata nello sviluppo di videogiochi e fornitrice di servizi di produzione di intrattenimento digitale per l'industria del gioco e del cinema, fondata nel 2004. La Virtuos ha il suo quartier generale e centro di ricerca e sviluppo a Singapore e sette centri di sviluppo situati a Shanghai, Chengdu, Xi'an, Ho Chi Minh, Parigi e Dublino. La Virtuos ha uffici anche a Vancouver, San Francisco, Tokyo e Seul.
Con oltre 1500 professionisti a tempo pieno, la Virtuos è specializzata nello sviluppo di giochi e nella produzione artistica di classe AAA per console, titoli per dispositivi mobili e la realtà virtuale. Come sviluppatrice di videogiochi, la Virtuos crea entrambe le parti di giochi e il "co-sviluppo" completo di giochi, includendo anche il porting e gli adattamenti. La Virtuos è una sviluppatrice autorizzata di PS4, Xbox One e Nintendo Switch. I clienti della Virtuos comprendono 18 dei 20 principali editori di intrattenimento digitale. Tra i suoi clienti ci sono Activision, Electronic Arts, LucasArts, Microsoft, Sony, Square Enix, Ubisoft e Zynga.
Nel settembre 2011, la Virtuos ha acquisito Sparx Animation Studios e ha costruito un centro di sviluppo denominato "Saigon" dedicato all'animazione 3D, alla produzione digitale per film e TV e ai filmati di gioco.
Nel marzo 2018 la Virtuos ha annunciato il completamento, con successo, di un finanziamento da 15 milioni di dollari, oltre all'allestimento di un nuovo quartier generale e di un centro di ricerca e sviluppo a Singapore.